# Gåstjärnarna (Tåsjö socken, Ångermanland, 712408-151756)
Gåstjärnarna är en sjö i Strömsunds kommun i Ångermanland och ingår i Ångermanälvens huvudavrinningsområde.